# Matthias Görlich
Matthias Görlich (* 1975 in Mannheim) ist ein deutscher Grafikdesigner und Professor für Kommunikationsdesign/Informationsdesign an der Burg Giebichenstein Kunsthochschule Halle.

## Leben
Matthias Görlich studierte Kommunikationsdesign an der Hochschule Darmstadt. Seit seinem Diplom im Jahr 2000 arbeitete er mit seinem Studio unter anderem für Kunstinstitutionen wie dem Städel Museum und der Schirn Kunsthalle Frankfurt, dem Architekturforum Zürich und dem Museum für Kunst und Gewerbe Hamburg. Weitere Auftraggeber waren außerdem humanitäre und kulturpolitische Akteure, darunter das Hilfswerk der Vereinten Nationen für Palästinaflüchtlinge in Jordanien, die Goethe-Institute Stockholm und Mumbai sowie das Haus der Kulturen der Welt in Berlin.
Seit 2005 ist Matthias Görlich in der Lehre tätig. Er wirkte unter anderem an der Universität Stuttgart, der Städelschule Frankfurt, der Staatlichen Hochschule für Gestaltung Karlsruhe und der Zürcher Hochschule der Künste. Zudem leitete er zahlreiche Workshops an Hochschulen wie der KRVIA Mumbai in Indien, der ELISAVA Barcelona, der ENSAD Paris, der GCU Cairo und der RWTH Aachen. Seit 2017 ist er Professor für Kommunikationsdesign/Informationsdesign an der Burg Giebichenstein Kunsthochschule Halle und leitet dort die Studiengruppe Informationsdesign.

## Publikationen
- Als Hrsg. und Gestalter: Vergessene Schulen. Architekturlehre zwischen Reform und Revolte um 1968, herausgegeben von Nina Gribat, Philipp Misselwitz und Matthias Görlich. Spector Books, Leipzig 2017, ISBN 978-3-95905-071-5.[2]
- Als Gestalter: Object of Zionism. The Architecture of Israel, Zvi Efrat. Spector Books, Leipzig 2018, ISBN 978-3-95905-133-0.[3]
- Als Gestalter: Schriftenreihe Architektur und Kulturtheorie #1–5, herausgegeben von Stephan Trüby. Wilhelm Fink, Paderborn, ISSN 2629-7108.[4]
- Als Hrsg. und Gestalter: Studienhefte Problemorientiertes Design #1–11, herausgegeben von Jesko Fezer, Oliver Gemballa, Matthias Görlich. Adocs, Hamburg.[5]
- Als Gestalter: Volte #1–7, herausgegeben von Mathias Zeiske, Jörn Dege, Nikola Richter. Spector Books, Leipzig.[6]
- Als Gestalter: Wohnungsfrage. Publikationsreihe zum Ausstellungsprojekt, herausgegeben von Jesko Fezer, Christian Hiller, Nikolaus Hirsch, Wilfried Kuehn, Hila Peleg. Spector Books, Leipzig.[7]
- Als Gestalter: Frei Otto: Architecture as Open System, herausgegeben von Georg Vrachliotis, Nikolaus Hirsch. Spector Books, Leipzig.[8]